# Dzjavachetibergen
Dzjavachetibergen (georgiska: ჯავახეთის ქედი), eller Dzjavachkbergen (armeniska: Ջավախքի լեռներ), även Ketjutibergen (კეჩუთის ქედი), är en cirka 50 km lång bergskedja i norra Armenien och södra Georgien. Den är en del av Lilla Kaukasus. Högsta toppen, 3 196 m ö.h., har berget Atjkasar i Armenien.